# باندی شنگلی
باندی شنگلی (به انگلیسی: Badi Shungli) یک شهرک در پاکستان است که در ناحیه مانسهره واقع شده‌است.